# دختری به نام نیکیتا
دختری به نام نیکیتا (به فرانسوی: La femme Nikita) فیلمی فرانسوی ایتالیایی در سبک اکشن و مهیج محصول ۱۹۹۰ است. داستان آن حول دختری که برای اطلاعات فرانسه استخدام شده متمرکز است.

## داستان
نیکیتا دختر ژولیده ای است که به همراه چند نفر از دوستانش دست به سرقت مسلحانه از داروخانه والدین یکی از دوستانش می‌زنند. اما در میانه سرقت گرفتار حمله پلیس می‌شوند و پس از درگیری مسلحانه تنها نیکیتا از گروه سارقان جان به در می‌برد که او هم به جرم کشتن یک پلیس به سی سال زندان محکوم می‌شود.
او پس از دستگیری نیز با مأموران همکاری نمی‌کند. تا اینکه در میانه کار وی را با داروی خاصی بیهوش می‌کنند و همزمان به صورت رسمی مرگ وی را بر اثر دریافت دز بیش از حد دارو اعلام می‌کنند.
اما اطلاعات فرانسه او را در جای دیگری به صورتی مجبور به همکاری می‌کند او مجبور است بین مرگ یا همکاری با اطلاعات فرانسه یکی را انتخاب کند. بعد از مقاومت اولیه او حاضر می‌شود به عنوان قاتلی حرفه‌ای به استخدام اطلاعات فرانسه در آید. مأموریت نخست وی برای قتل یک دیپلمات به صورت بسیار خوبی پیش می‌رود. به این ترتیب او زندگی جدیدی را شروع می‌کند و همزمان در زندگی شخصی نیز با دنیای جدیدی آشنا می‌شود و با فردی ارتباط عاشقانه برقرار می‌کند.
سرانجام در مأموریتی بسیار سخت، که قرار است اسراری از یک سفیر در فرانسه دزیده شود همه چیز به خوبی پیش نمی‌رود.